# Парил
Парил (болг. Парил) — село в Благоевградской области Болгарии. Входит в состав общины Хаджидимово. Находится примерно в 17 км к юго-западу от центра города Хаджидимово и примерно в 82 км к юго-востоку от центра города Благоевград. По данным переписи населения 2011 года, в селе  проживало 17 человек, преобладающая национальность — болгары.

## Население
| Год     | 1934 | 1946 | 1956 | 1965 | 1975 | 1985 | 1992 | 2001 | 2011 |
| ------- | ---- | ---- | ---- | ---- | ---- | ---- | ---- | ---- | ---- |
| Жителей | 270  | 320  | 256  | 132  | 68   | 42   | 45   | 31   | 17   |

|  |